# Vittajärvi (sjö, lat 67,48, long 23,98)
Vittajärvi är en sjö i Finland. Den ligger i kommunen Kolari i landskapet Lappland, i den norra delen av landet, 800 km norr om huvudstaden Helsingfors. Vittajärvi ligger 226,4 meter över havet. Arean är 13,8 hektar och strandlinjen är 1,75 kilometer lång. Sjön  ingår i Torne älvs huvudavrinningsområde. 